# Айкамп (Оденталь)
Айкамп (нем. Eikamp) — сельский населённый пункт в округе Обероденталь коммуны Оденталь (Северный Рейн-Вестфалия, Германия).

## География

### Положение и связи

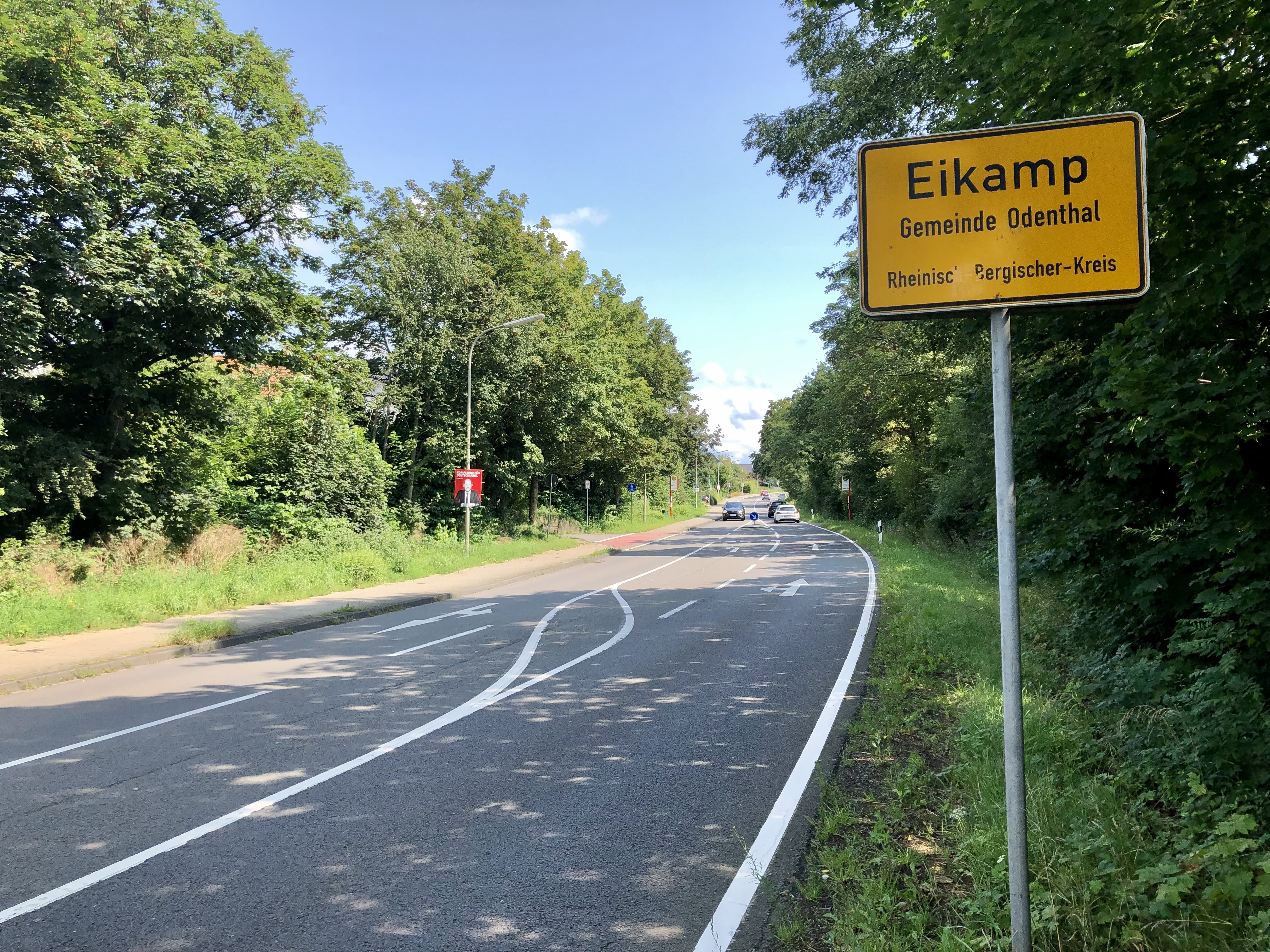
Автодорога B 506

Посёлок Айкамп расположено на юго-востоке коммуны Оденталь. Имеет хорошую автомобильную связь с городом Бергиш-Гладбах, Кюртеном и Випперфюртом по проходящей через посёлок автодороге государственного значения B 506. Для связи с центром коммуны используется автодорога районного значения К 35 и земельного значения L 296. Соседние поселения: Оберкесбах и Шаллемих.

### Природа
Посёлок Айкамп находится на водоразделе между долиной реки Шерфбах (Scherfbach) и её притоков на севере и долиной реки Штрунде (Strunde) на юге. Слегка волнистое водораздельное пространство сложено отложениями среднего девона (глинистые сланцы, песчаники и алевролиты. В тектоническом отношении параллельно водоразделу здесь простирается западное окончание антиклинальной складки Эббе (Ebbe-Sattel). Водораздельное пространство распахано или отдано под пастбища для скота. Окружающие посёлок крутые склоны долин заняты лесными массивами.

### Название
Название переводится как «Одинокая ива».

## История
Согласно документу от 1294 года, в то время уже существовало поселение Айкамп. Здесь жили Герхард фон Айкамп и его сын Арнольд. Около 1700 г. упоминается Герман цу Айкамп В то время деревня была частью общины Шерф.
Топографическая карта 1715 года Ducatus Montani Эриха Филиппа Плоенниса (лист Amt Miselohe), показывает, что жилая территория включала два двора и называлась Айкамп.
В 1789 году Карл Фридрих фон Вибекинг (Carl Friedrich von Wiebeking) называет двор в своем уставе герцогства Берг как Айкамп. Из этого следует, что Айкамп находился в то время на границе между Обероденталем (под властью Оденталя), и поместьем Бехен (Bechen) ведомства Штайнбах (Amt Steinbach).

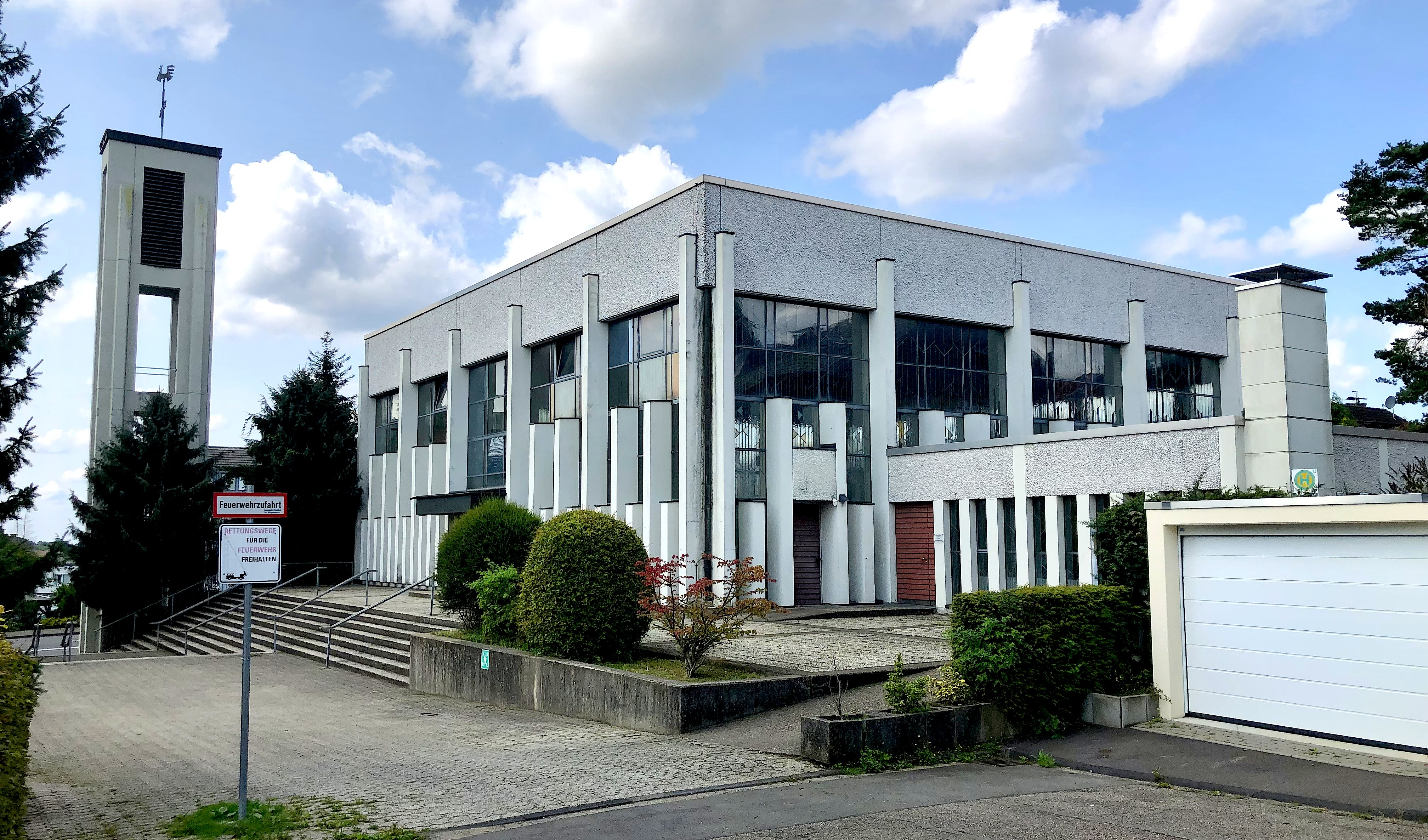
Церковь Святой Марии Мира

При французской оккупационной администрации в 1806—1813 годах прежние административные органы были распущены, и Айкамп был частично закреплён за мэрией Оденталя (кантон Бенсберг), а частично — за мэрией Кюртена (кантон Випперфюрт). В 1816 году прусское правительство отнесло мэрию Оденталя к району Мюльхайм-на-Рейне, а мэрию Кюртена — к району Випперфюрт.
Это поселение обозначено на топографической карте Рейнской области 1824 года как Обер Айкамп (Eykamp) и Унтер Айкамп, а на карте первой прусской съемке 1840 года как Обер Айкамп (Eikamp) и Унтер Айкамп. С момента вхождения в Пруссию в 1892 году он регулярно значится на листах карт как Айкамп или без названия.
С 1910 года Айкамп (часть Оденталя) принадлежал церковному католическому ректорату Херренштрунден. В 1975 году в Айкампе была построена новая церковь Святой Марии Мира.
В 1927 году мэрия Кюртена была переоформлена в ведомство Кюртен. Район Випперфюрт стал частью района Рейниш-Бергиш 1 октября 1932 года со штаб-квартирой в Бергиш-Гладбахе. В 1975 году часть деревни, относившаяся к Кюртену (Унтер Айкамп) перешла в соответствии с Кельнским законом к коммуне Оденталь района Рейниш-Бергиш.

## Население
В XIX — начале XX века количество жителей поселения менялось следующим образом:
| Год  | Кол-во жителей | Кол-вo жилых домов | Категория  | Политическая и церковная принадлежность                             |
| ---- | -------------- | ------------------ | ---------- | ------------------------------------------------------------------- |
| 1822 | 66             |                    | Усадьба    | мэрия Кюртена, приход Бехена                                        |
| 1830 | 76             |                    | Усадьба    | мэрия Кюртена, церковная община Бехена, называется Айкамп (Eyкамп). |
| 1830 | 69             |                    | земледелие | мэрия Оденталя, приход Оденталя                                     |
| 1845 | 70             | 9                  | хутор      | мэрия Кюртена, приход Бехена, называется Айкамп (Eykamp).           |
| 1845 | 64             | 10                 | земледелие | мэрия Оденталь, приход Оденталь, называется Айкамп (Eykamp).        |
| 1871 | 36             | 6                  | хутор      | мэрия Кюртена, приход Бехена, Оберайкамп.                           |
| 1871 | 35             | 6                  | хутор      | мэрия Кюртена, приход Бехена, Унтерайкамп.                          |
| 1871 | 41             | 8                  | поселение  | мэрия Оденталя, приход Оденталя                                     |
| 1885 | 86             | 15                 | посёлок    | мэрия Кюртена, приход Бехена                                        |
| 1885 | 48             | 10                 | посёлок    | мэрия Оденталя, приход Оденталя                                     |
| 1895 | 83             | 13                 | посёлок    | мэрия Кюртена, приход Бехена                                        |
| 1895 | 38             | 9                  | посёлок    | мэрия Оденталя, приход Оденталя                                     |
| 1905 | 89             | 14                 | посёлок    | мэрия Кюртена, приход Бехена                                        |
| 1905 | 27             | 6                  | посёлок    | мэрия Оденталя, приход Оденталя                                     |

В 2014 году в Айкампе проживало 675 человек, среди них 347 женщин и 328 мужчин.

## Экономика
Население занято в сельском и лесном хозяйстве, частично в сфере обслуживания (имеется школа шоферов, магазины, рестораны).

## Образование
В посёлке действует католическая начальная школа и католический детский садик. Школа была построена в 1966 году и в ней учатся дети Айкампа и всех соседних поселений. Их доставляют специальным автобусом.

## Религия
В посёлке действует католическая церковь Святой Марии Мира. Она спроектирована таким образом, что стены заменены цветными витражами.

## Спорт

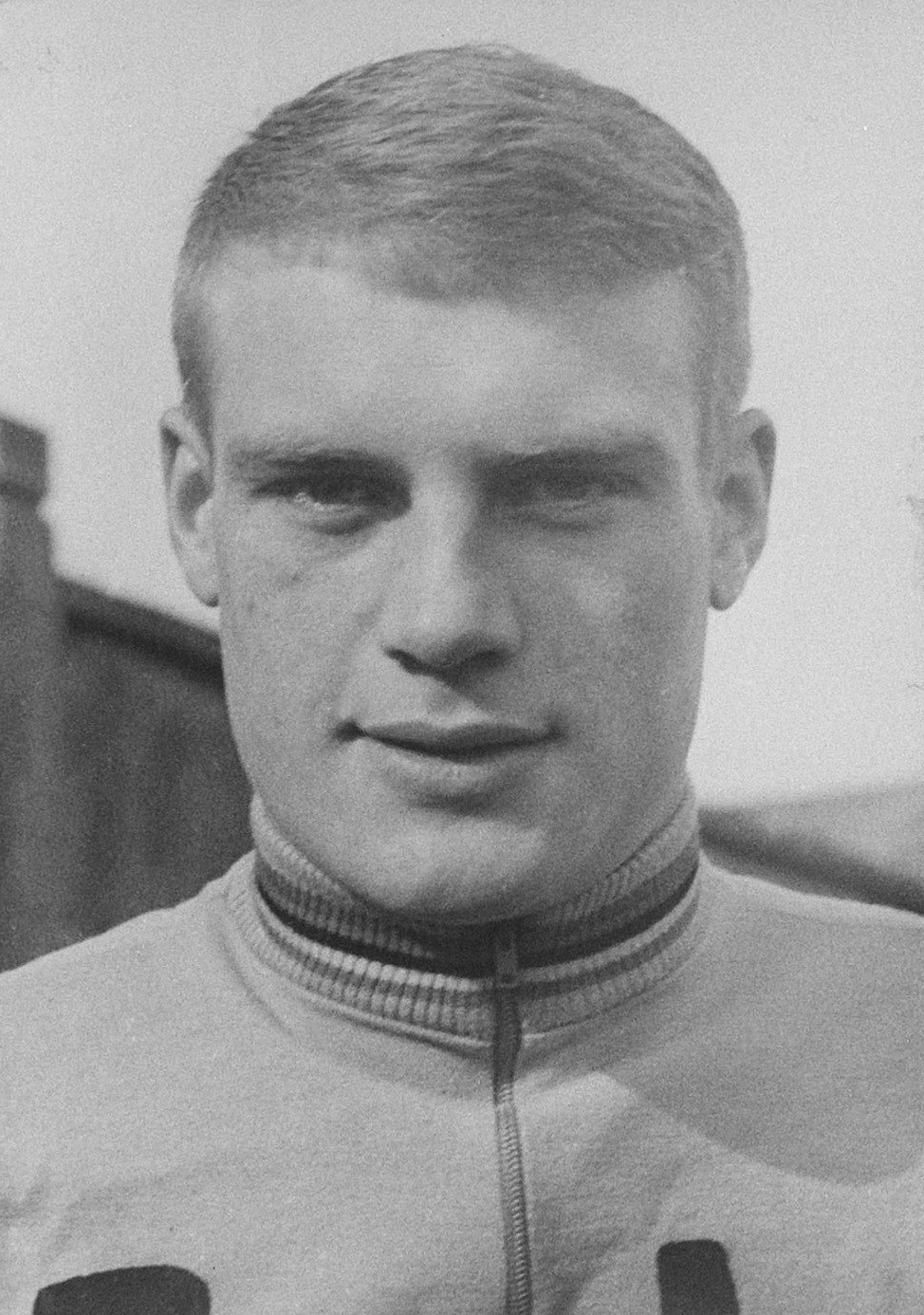
Руди Альтиг

Одно время в Айкампе жил и тренировался мастер велоспорта Руди Альтиг — чемпион мира по треку и шоссе, победитель Вуэльты Испании и нескольких этапов Тур де Франс. Здесь он тренировался на так называемом «Айкамперском кольце», известном своими крутыми подъёмами и спусками.
В 2021 году в Айкампе для молодёжи района Рейниш-Бергиш открыт дёрт-парк.

## Туризм
Айкамп является начальным пунктом многих туристских маршрутов по долинам соседних рек. Большое количество туристов привело к открытию нескольких гостиниц в посёлке.

## Клубы и объединения
- Карнавальная ассоциация Chris-Di-Ro-Go Super Show e.V.[20]
- Спортивное общество защитников Айкампа (Sportschützen Eikamp e.V.). Организовано в 1963 году[21]
- Театрально-майское объединение Eikamp eV. Организовано в 1919 году.[22]
- Клуб гимнастики Eikamp 1967 e.V.[23]

## Галерея

Виды Айкампа
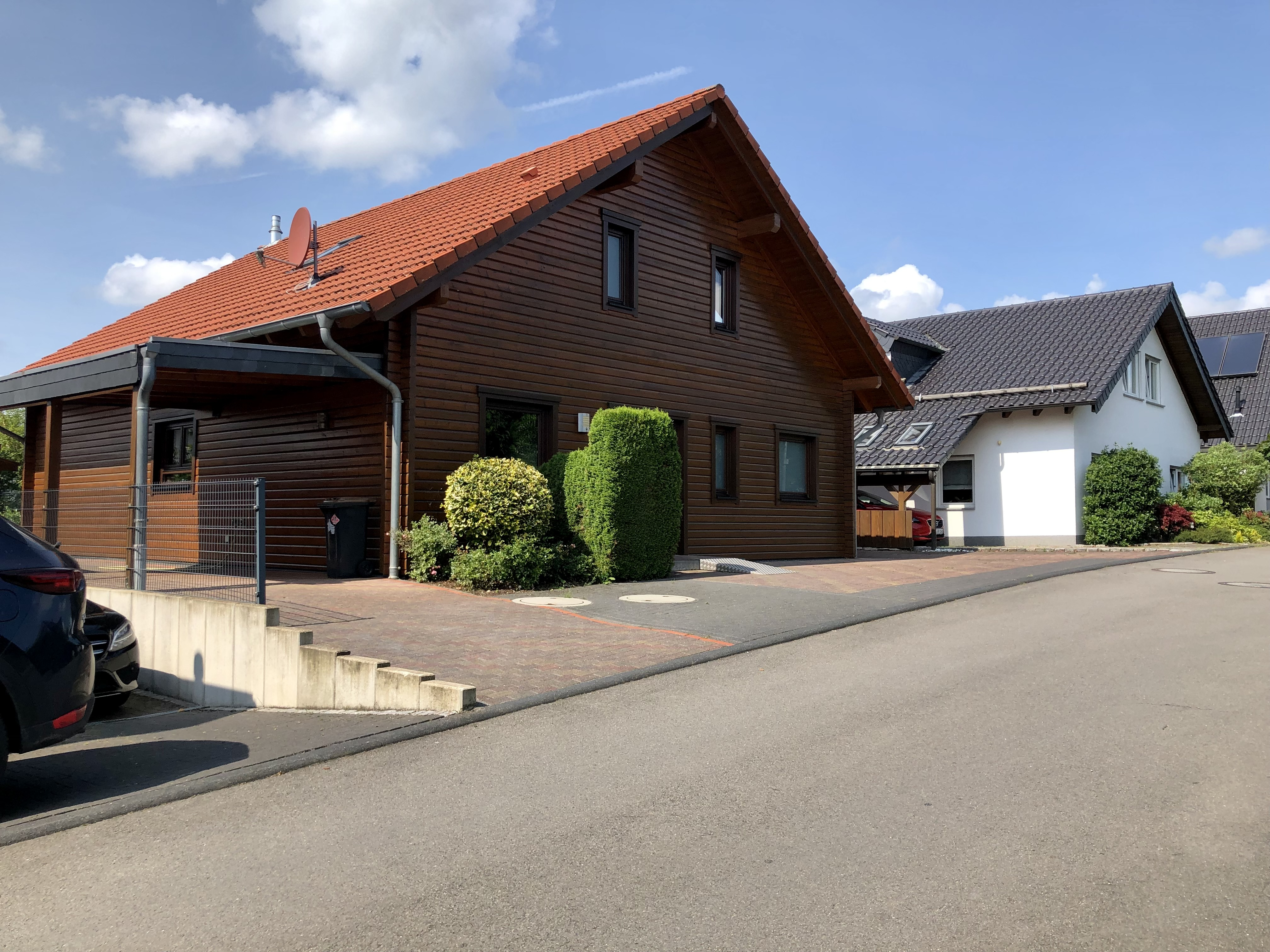
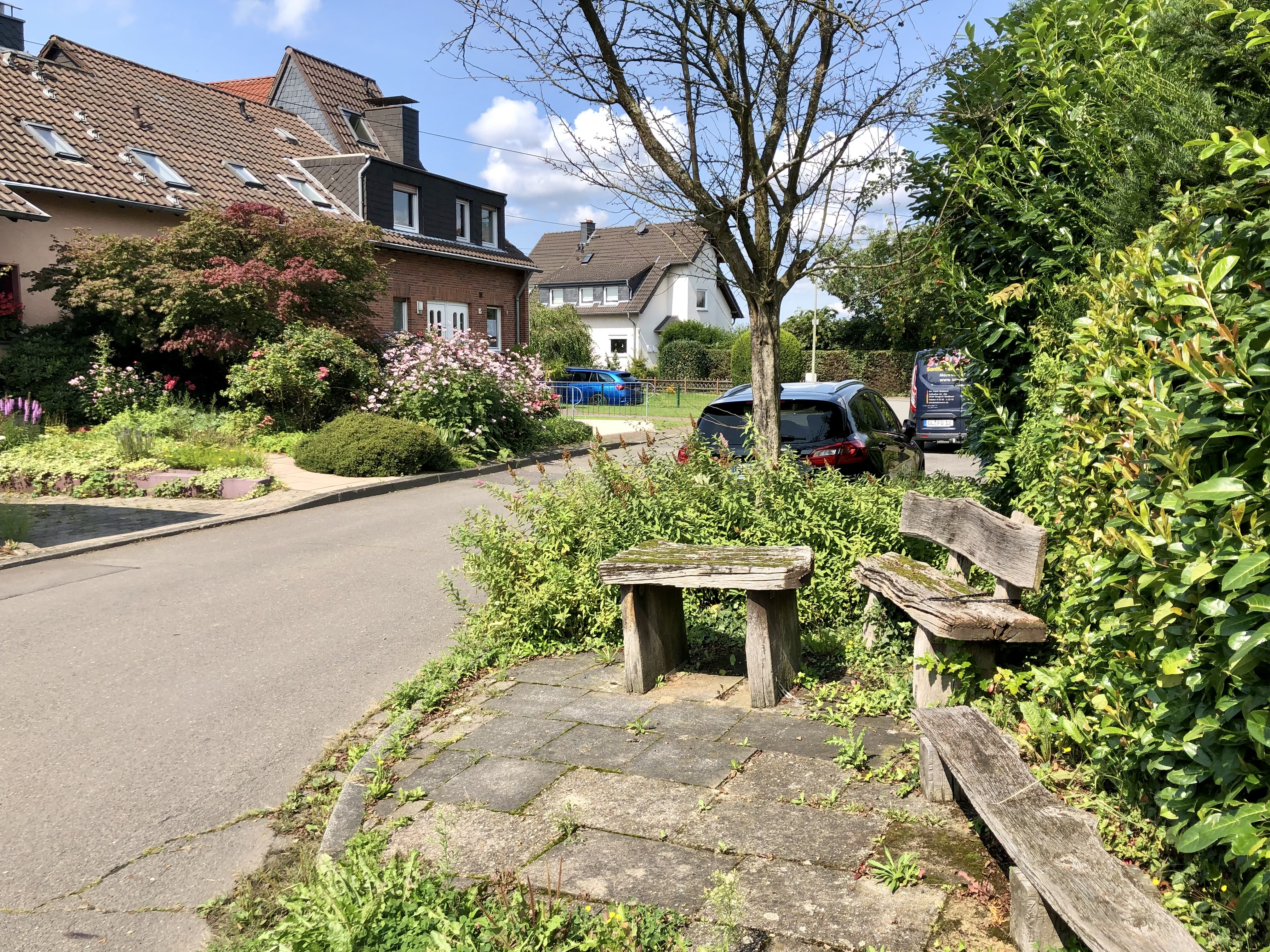
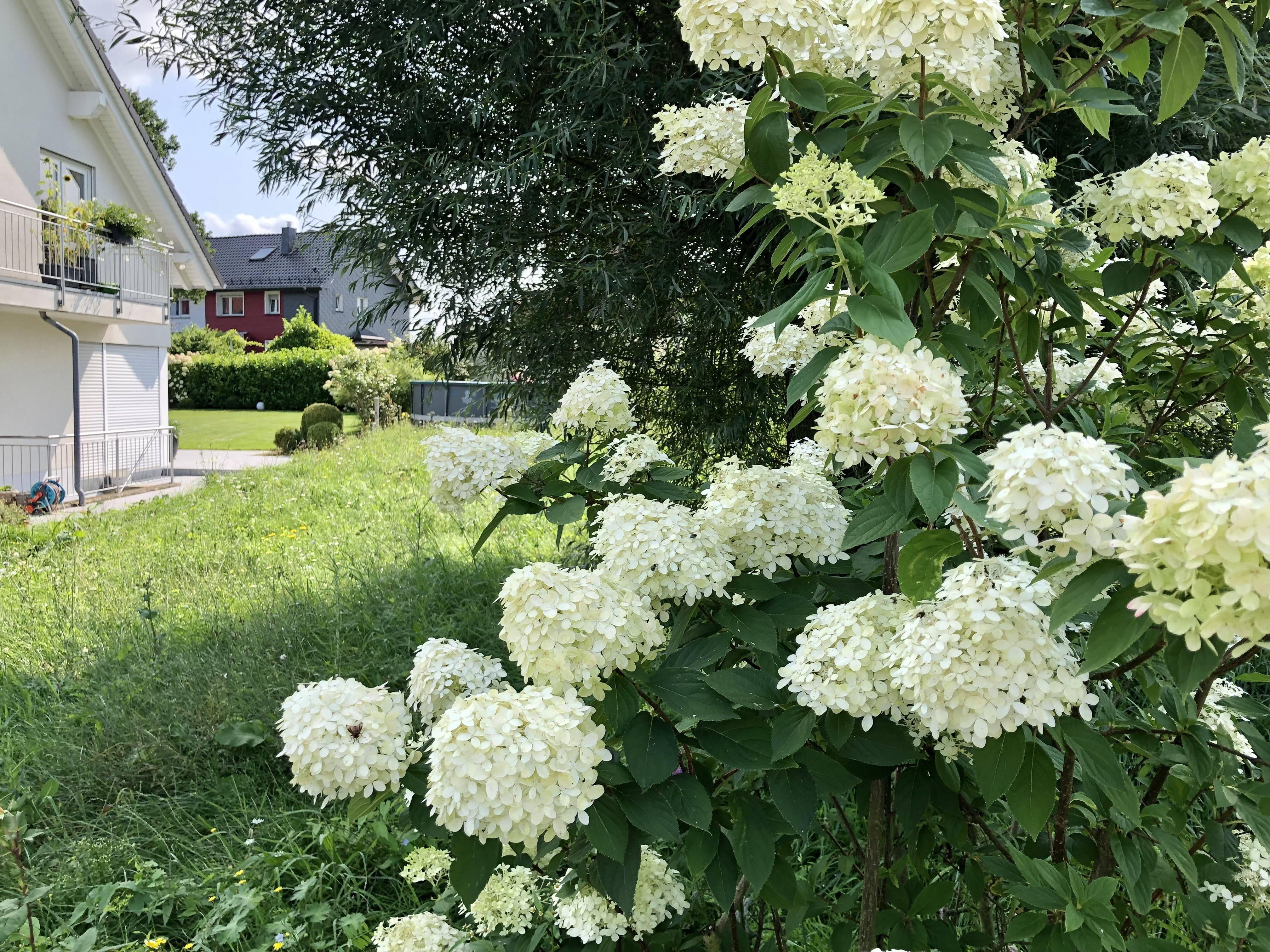
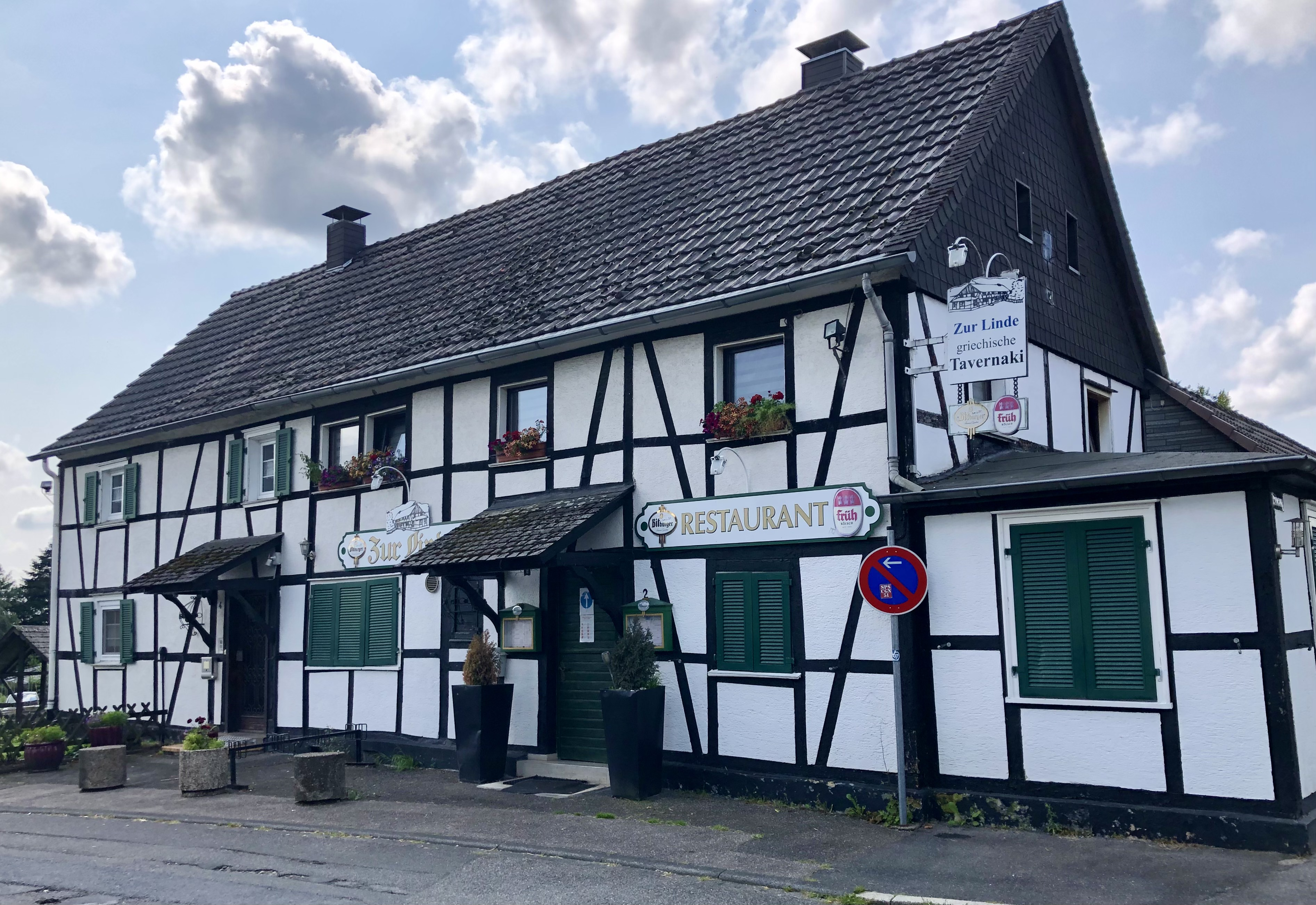
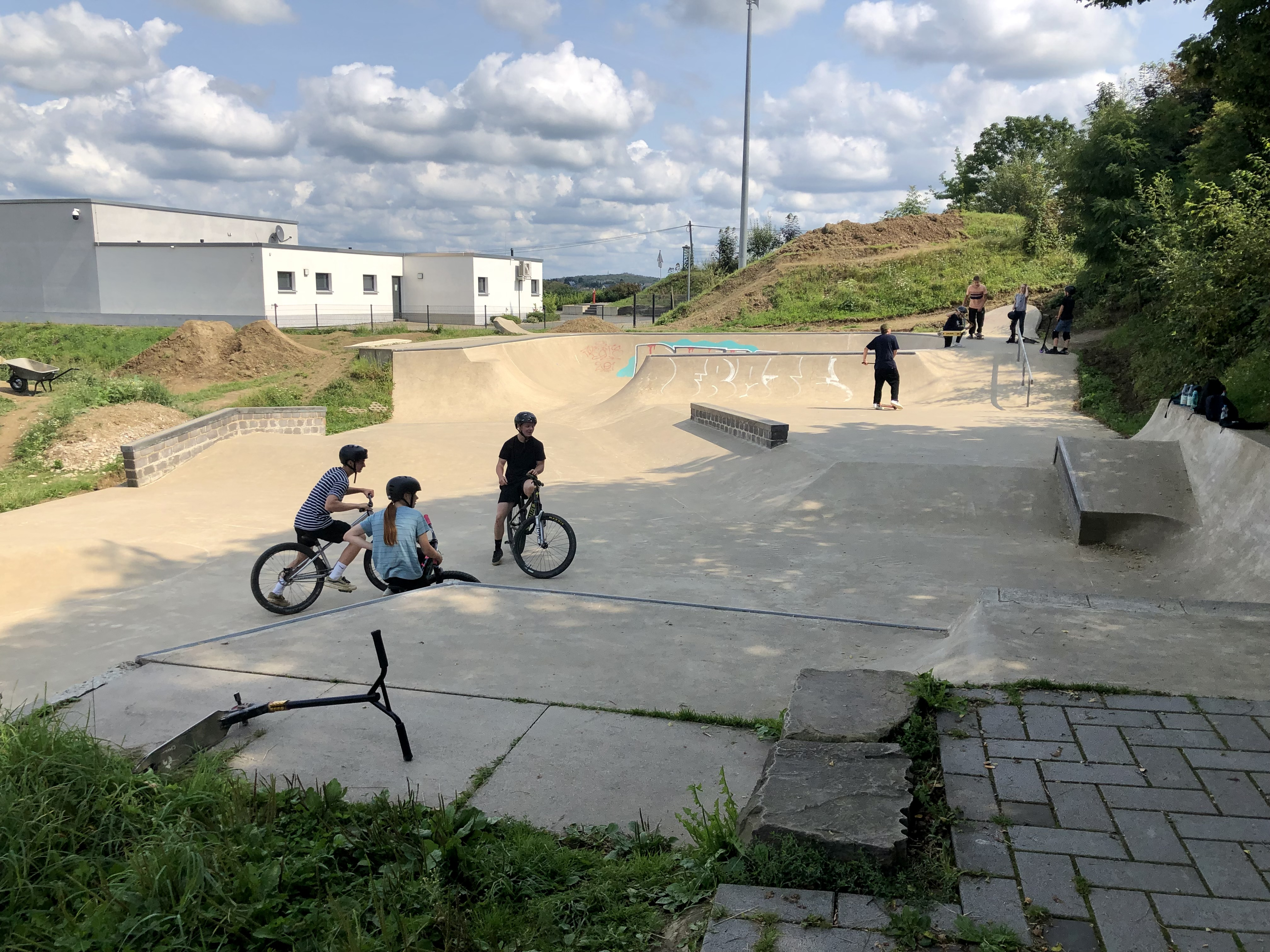
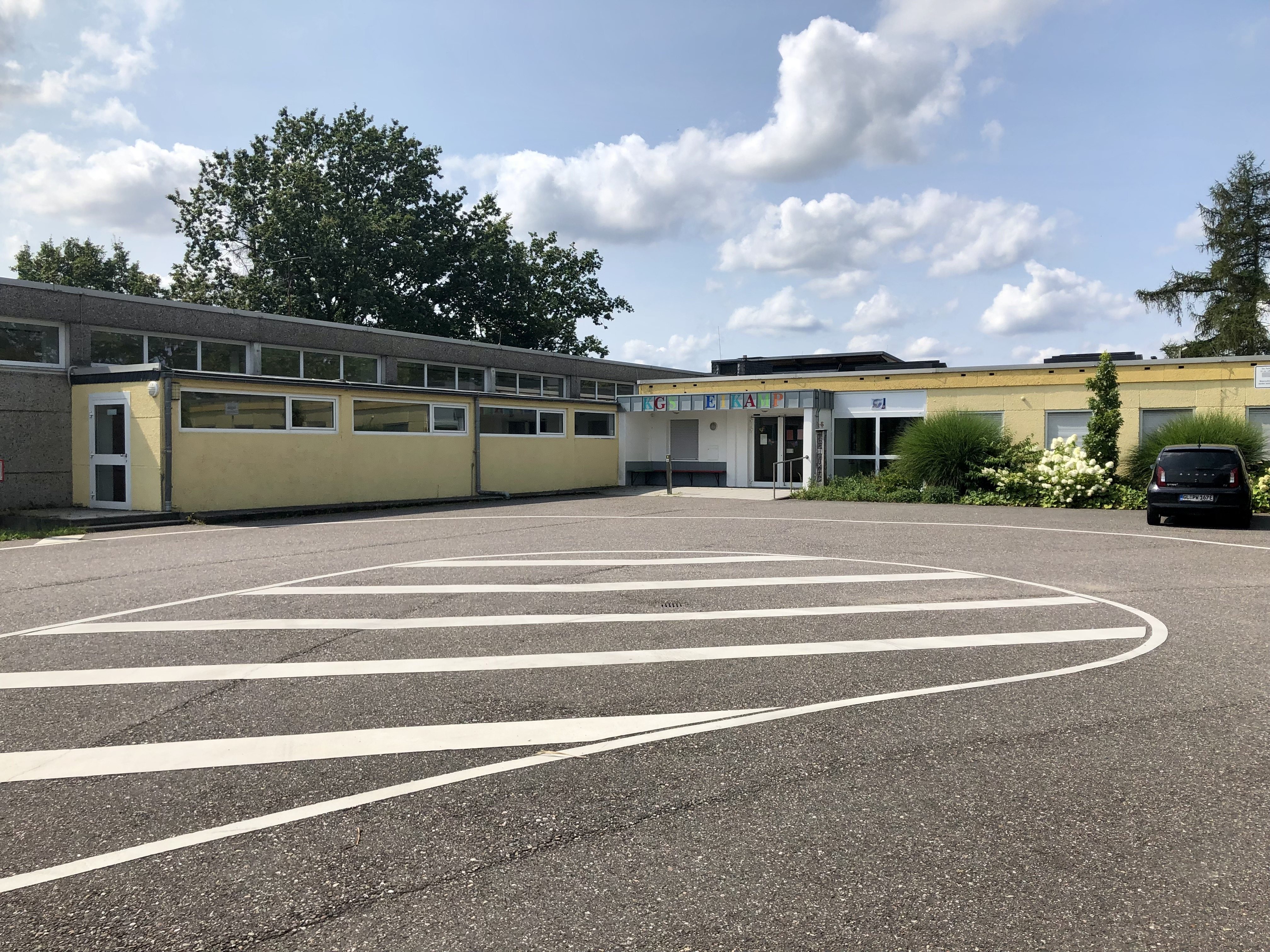
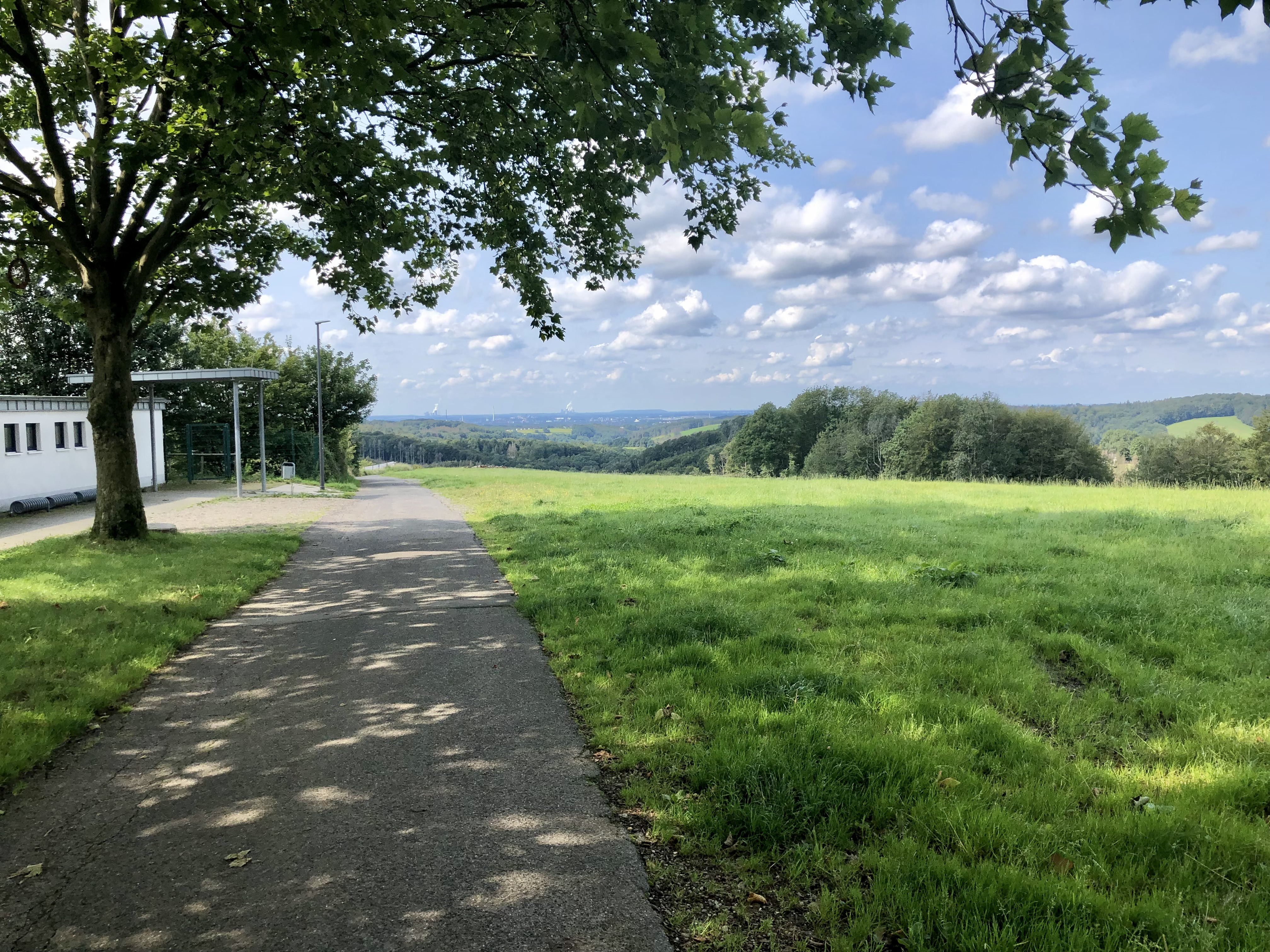